# Neosalpingus denlaticollis
Neosalpingus denlaticollis is een keversoort uit de familie platsnuitkevers (Salpingidae). De wetenschappelijke naam van de soort werd in 1891 gepubliceerd door Thomas Blackburn.